# Центр сучасних культурних досліджень
Центр сучасних культурних досліджень (англ. Centre for Contemporary Cultural Studies, CCCS) – дослідницький центр Бірмінгемського університету в Англії. Він був заснований у 1964 році Стюартом Холом і Річардом Гоґґартом, його першим директором. З 1964 по 2002 рік він відігравав ключову роль у становленні культурологічних досліджень як академічної дисципліни.

## Історія

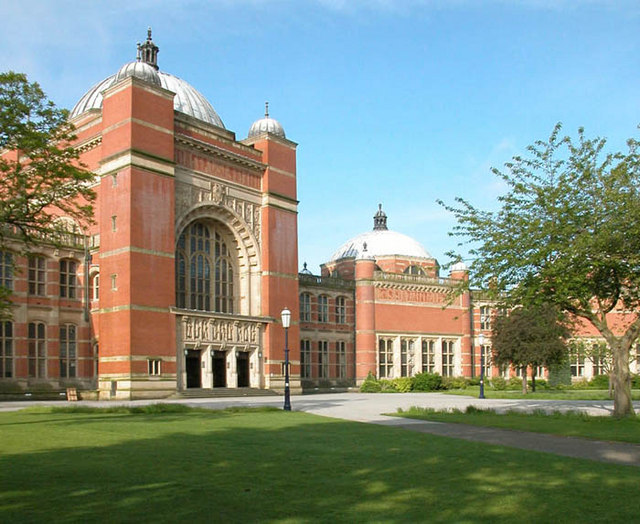
Бірмінгемський університет при якому було створено Центр сучасних культурологічних досліджень

У 1962 році професор англійської мови Річард Гоґґарт, який був натхненним діяльністю Реймонда Вільямса, висловив зацікавленість у дослідженні масової культури сучасності, виступаючи на своїй інавгураційній лекції в Бірмінгемському університеті . У 1964 році Гоґґарт заснував Центр, що став основою для так званої Бірмінгемської школи культурологічних досліджень, або ширше — «британських культурологічних досліджень». Центр фінансувався спочатку не через університет, а завдяки щорічному гранту від сера Аллена Лейна, засновника Penguin Books, на користь якого Гоґґарт свідчив під час судового розгляду у справі про непристойність роману «Коханець леді Чаттерлей». Після відставки Гоґґарта факультет мистецтв створив робочу групу для визначення подальшої долі Центру. Було вирішено, що він залишиться незалежним дослідницьким підрозділом у складі факультету мистецтв з прямим фінансуванням від університету. Після відставки Гоґґарта факультет мистецтв створив робочу групу для визначення подальшої долі Центру. Було вирішено, що він залишиться незалежним дослідницьким підрозділом у складі факультету мистецтв з прямим фінансуванням від університету. Після відходу першого директора Річарда Гоґґарта у 1968 році Центр очолив британський соціолог культури Стюарт Голл (1969–1979). Його наступником став Річард Джонсон (1980–1987).
У 1975 році Центр запровадив програму викладання для магістрів, а у 1982 році став частиною комбінованої програми факультету мистецтв «Комунікації та культурні дослідження». Популярність програм перевищувала кадрові можливості, тому у середині 1980-х Центр обмежив набір студентів. Директор Річард Джонсон запропонував надати Центру статус кафедри для збереження його автономії, що підтримав факультет мистецтв.
У січні 1988 року Центр був інтегрований у новий підрозділ під назвою Департамент культурних досліджень у складі факультету комерції та соціальних наук. Очолив департамент Хорхе Ларраїн, і в 1989 році було запущено програму бакалаврату «Медіа, культура та суспільство». У 1999 році департамент було перейменовано на Центр культурних досліджень та соціології.
До 50-ї річниці заснування CCCS Бірмінгемський університет у співпраці з колишніми співробітниками Центру, зокрема Річардом Джонсоном, Стюартом Голлом та Майклом Гріном, створив архів матеріалів CCCS у бібліотеці Cadbury Research Library при Бірмінгемському університеті.

## Ключові постаті
Згодом, Центр став осередком нових культурологічних підходів та місцем для науковців, де вони могли розвивати свою наукову діяльність. Серед них були як викладачі аспіранти, так і випускники:
Річард Гоґґарт – британський літературознавець, соціальний критик і один із засновників культурних досліджень, перший директор Центру (1964–1968). Він відомий своєю працею «The Uses of Literacy» (1957), у якій досліджував вплив масової культури, зміни в медіапросторі та зростання ролі популярних журналів, радіо й телебачення і музики в другій половині XX століття. Гоґґарт стверджував, що комерціалізація змінює автентичну культуру, нав’язуючи стандартизовані й пасивні моделі споживання. Він наголошував на важливості традиційних культурних форм та критично оцінював процеси комерціалізації культури. Його праця заклала основу для подальшого вивчення взаємозв’язку між культурою, класом і суспільством, а також залишається актуальною сьогодні, оскільки багато з його прогнозів щодо комерціалізації культури справдилися.
Стюарт Голл – однією з найвпливовіших постатей, другий директор Центру (1969-1979) році. Саме тут він розробив свою революційну модель комунікації «Кодування та декодування» (Encoding/Decoding), що радикально змінила уявлення про інтерпретацію медіа та їхній вплив на аудиторію. Голл критикував традиційні підходи до масової комунікації, які трактували медіа як односторонній процес: відправник → повідомлення → отримувач. Натомість він запропонував модель, що визнає активну роль декодера у процесі розуміння та інтерпретації медіатекстів, враховуючи соціальний контекст, попередній досвід, мову, тощо. Його робота сприяла формуванню нових підходів до аналізу засобів масової інформації, зокрема щодо розуміння влади у комунікаціях.
Анджела Макроббі – навчалася та працювала в Центрі у 1970-х роках, коли там формувалися ключові напрями культурних досліджень. Навідміну від Голла чи Гоґґарта, Макроббі була однією з тих, хто критикував традиційні підходи до субкультурних досліджень (які розвивалися під впливом Стюарта Голла та Діка Хебдіджа), вказуючи, що вони недостатньо враховували роль жінок у культурі. Згодом Анджела розширила дослідження Центру, зокрема в напрямку гендеру та жіночих студій. У своїх роботах вона аналізувала роль жіночих журналів, моди та молодіжної культури у формуванні гендерних ідентичностей та вплив на підростаюче покоління. Вона зробила значний внесок у розвиток феміністичних культурних досліджень, критикуючи патріархальні структури в медіа та суспільстві, навіть інколи протистояла своїм колегам.
Дік Гебдідж – також навчався та працював у Центрі ще на початках, коли тільки формувались напрямки досліджень. На відміну від Голла чи Гоґґарта, Гебдідж зосереджував увагу переважно на дослідженні молодіжних субкультур, розглядаючи їх як форми опору домінантній культурі. Згодом він розширив дослідження Центру, зокрема в напрямку аналізу стилю, ідентичності та взаємозв’язку між культурою і класом, а також те, як це впливає на зовнішній вигляд. У своїх роботах він досліджував, як музика, мода та візуальні коди субкультур, зокрема панків, формують соціальні значення та відображають суспільні конфлікти. Він зробив значний внесок у розвиток субкультурних досліджень, особливо завдяки своїй праці «Subculture: The Meaning of Style» (1979), де розглядав стиль як форму соціального висловлювання. Його робота показала як молодіжні субкультури пробують кинути виклик панівним нормам, а й згодом комерціалізувалися та ставали частиною мейнстриму, перестаючи бути чимось андеграундним, через що вигадуються нові форми субкультур.

## Академічний розвиток інституції
Підходи Центру сучасних культурологічних досліджень до культури та політики формувалися у контексті складного періоду в британській повоєнній історії: піднесення антисталіністського Нового Лівого руху, активного розвитку освіти для дорослих після Другої світової війни, «американізації» британської популярної культури, зростання масової комунікації, мультикультуралізації британського суспільства та впливу нових критичних методів, таких як семіотика та структуралізм.
Річард Гоґґарт визначив початкову мету та напрямки досліджень Центру у своїй інавгураційній лекції «Школа англійської мови та сучасне суспільство» (1963). Він виділяв три основні підходи: 
- історико-філософський, що аналізувала суспільні дебати про культуру та соціальні зміни;
- соціологію літератури та мистецтв, що поєднувала літературну критику, соціологію та соціальну психологію;
- критико-оцінювальний, що фокусувався на популярному мистецтві, культурі та мас-медіа.

Дослідницькі проєкти були згруповані за спільними темами для сприяння колективній роботі. 
Центр видавав наукові публікації: перша серія «occasional papers» з'явилася у 1960-х роках, а в 1970-х почала видаватися серія «stencilled occasional papers». Спочатку він розташовувався в будівлі факультету мистецтв та у Вестмірі, а на початку 1970-х переїхав у новозбудовану будівлю Muirhead Tower. Фінансування Центру здійснювалося не лише за рахунок грантів від видавництва Penguin Books, а й фондів Joseph Rowntree Memorial Trust та Gulbenkian Foundation, а також субсидій від Університетського грантового комітету.
Центр сучасних культурологічних досліджень описував комунікацію як культурно опосередковані соціальні відносини, зосереджуючись переважно на британському суспільстві через текстуальний аналіз, етнографію та вивчення аудиторії. Серед ключових ранніх робіт – дослідження молодіжних субкультур Філа Коена, аналіз зв’язку між скаутським рухом і консерватизмом Роджера Грімшоу та вивчення медіаспоживання домогосподарок Дороті Хобсон. Емпіричні дослідження телебачення, реклами та регі допомагали спростувати критику про те, що культурологічні студії є надто абстрактними.
Протягом кількох десятиліть Центр розробляв різноманітні підходи до вивчення культури, поєднуючи впливи фемінізму, структуралізму, марксизму (особливо праць Луї Альтюссера та Антоніо Грамші), соціології, критичних досліджень раси та постструктуралізму. Серед ключових напрямів досліджень були: ідеологічний аналіз, вивчення робітничих культур та субкультур, роль медійних аудиторій, феміністичні культурологічні дослідження, гегемонічні боротьби в політиці держави та роль раси у соціальних та культурних процесах.
CCCS перетворився з Центру післядипломних досліджень на заклад із програмами для бакалаврів, акцентуючи на теоретично обґрунтованому аналізі культури. Він активно взаємодіяв із феміністськими та чорношкірими політичними рухами, що вплинуло на тематику дисертацій і наукових груп.
Серед найвідоміших публікацій: Off-Centre: Feminism and Cultural Studies, Resistance through Rituals, The Empire Strikes Back, Border Patrols: Policing the Boundaries of Heterosexuality. Історію цього розвитку можна знайти в серії друкованих статей, опублікованих Центром між 1973 і 1988 роками.
Стюарт Голл і Річард Джонсон критикували інституціоналізацію культурологічних студій, застерігаючи як від надмірного теоретизування, так і від відірваності від соціальних реалій. Надихаючись концепцією «органічного інтелектуала» Антоніо Ґрамші, CCCS прагнув поєднувати академічні дослідження з реальним соціальним впливом, особливо в контексті політики тетчеризму та Нових правих.

## Вплив, досягнення та критика
Згодом, Центр став осередком нових ідей та місцем, де народжувалися нові підходи до культурологічних досліджень і кар’єрного зростання науковців та викладачів. Спадщина Центру до сих пір займає значну роль у розвитку сучасної культурології та соціології. Він був унікальним тим, що вперше об’єднав міждисциплінарний підхід, поєднуючи культурологію, соціологію, антропологію, медіа-теорію та часом політичні науки. Також вирізнявся новим критичним аналізом культури та медіа, а також дослідженням соціальних і політичних явищ, що робило його надзвичайно актуальним для сучасників. Однією з ключових ідей кафедри було розуміння культури як явища динамічного та змінного, нерозривно пов’язаного із соціальною та політичною реальністю, яка постійно змінюється. Водночас він приділяв особливу увагу вивченню масових медіа та їхнього впливу на суспільні уявлення і політичні наративи, оскільки її діяльність припала саме на період розквіту медіа у суспільстві.
Кафедра здобула міжнародне визнання, адже її викладачі стали провідними експертами у сфері соціальних наук і культурології. Вона активно публікувала дослідження у престижних наукових журналах, таких як Working Papers in Cultural Studies (1970-ті), Media, Culture & Society (з 1979), Screen, New Left Review та Cultural Studies (з 1987), що забезпечило їй репутацію однієї з найкращих у Великій Британії. Визнання кафедри в академічному середовищі також підтверджувалося її високими позиціями в міжнародних рейтингах соціологічних програм. Крім того, кафедра мала значний вплив на політичні та культурні дискусії завдяки своїй лівій політичній позиції та активній участі в обговоренні соціальних проблем.
Однак діяльність кафедри не обходилася без критики. Основним зауваженням було її відкрите політичне спрямування, що, на думку опонентів, могло заважати академічній об’єктивності. Також вона мала непрості відносини з адміністрацією університету, що часом призводило до конфліктів і навіть до несправедливого відсторонення окремих науковців. Деякі дослідники вважали, що закриття кафедри у 2002 році було зумовлене економічним тиском і скороченням фінансування університетів, через що її внесок було недооцінено. Водночас інші вважали, що кафедра була фінансово нестабільною, і її закриття стало неминучим. Незважаючи на критику, Центр залишив глибокий слід в академічній сфері, і її спадок продовжує впливати на розвиток культурології та соціології до сьогодні.
Особливого значення набула колективна дослідницька робота, що привела до створення книги Policing the Crisis («Охорона кризи», 1978). Це дослідження аналізує, як британські ЗМІ, політичні еліти та правоохоронні органи створили моральну паніку навколо так званого mugging (вуличних грабежів), використовуючи це явище для виправдання жорсткішої кримінальної політики та посилення державного контролю. Автори книги розвивають концепцію моральної паніки, запропоновану соціологом Стенлі Коеном. Вони доводять, що в 1970-х британська преса та уряд активно нагнітали страх перед зростанням злочинності, зокрема mugging, хоча реальні дані не підтверджували значного збільшення таких випадків. Ця книга стала важливим внеском у розуміння ролі держави, засобів масової інформації та суспільних страхів у формуванні політики безпеки. Дослідження залишається актуальним і сьогодні, коли медіа відіграють дедалі більшу роль у впливі на суспільну думку та політичні процеси.

## Закриття Центру: причини та наслідки
На жаль, центр був закритий у 2002 році, що університетське керівництво охарактеризувало як «реорганізацію». Лише чотири з чотирнадцяти професорів не пішли у відставку, а сотні студентів (на той момент близько 250 бакалаврів та магістрантів, багато з яких були іноземцями) переведені до інших кафедр. Внаслідок цього конфлікту більшість співробітників залишила університет. Рішення про закриття напряму культурних досліджень і соціології викликало хвилю протестів у всьому світі та спричинило серйозну критику на адресу університету.
На початку 1970-х років британська вища освіта на 90% фінансувалася державними грантами. Проте через заморожені бюджети та інфляцію реальне фінансування університетів почало скорочуватися. З 1975 року ця ситуація лише погіршилася, створюючи дедалі більший тиск на систему вищої освіти. Через брак коштів кількість аспірантів зменшувалося. Це особливо відзначав Стюарт Голл у своїх щорічних звітах як директор Центру сучасних культурних досліджень (CCCS). Через фінансові труднощі члени Центру змушені були більше викладати. 
Все почалося в квітні 2002 року, коли, за свідченнями студентів, почали поширюватися чутки, що кафедру планують закрити через «дуже погану» оцінку у нещодавньому Research Assessment Exercise (RAE) (Оцінка дослідницької діяльності). Попри запевнення у протилежному, 21 червня 2002 року, одразу після завершення семестру, викладачам надійшли електронні листи з повідомленням про вже ухвалене рішення щодо закриття кафедри. Це рішення мало бути офіційно затверджене 26 червня. Студенти та викладачі розпочали кампанію на захист кафедри, яка привернула значну увагу в національній пресі та викликала численні листи підтримки від колишніх студентів по всьому світу. Основний аргумент кампанії полягав у тому, що кафедру закривають через економічний тиск, пов’язаний із держфінансуванням британських університетів, заснованим на оцінках RAE. Парадоксально, але кафедра культурології була одним з найприбутковіших підрозділів факультету соціальних наук. Крім того, висловлювалися побоювання, що кафедра зазнала «запізнілого покарання» за свою політичну радикальність, як зазначив один з журналістів. Дійсно, ліві політичні погляди кафедри та її давня історія конфліктів з адміністрацією Бірмінгемського університету були добре відомі всім, хто навчався тут у період з 1960-х до 1980-х років. З чотирьох викладачів, яких вдалося залишити, один був переведений на кафедру соціальної політики, один — на кафедру англійської мови, а ще один — до Інституту європейських студій. Решті десяти співробітників запропонували добровільно піти у відставку з компенсацією, а саме однорічною зарплатнею.
Професор Девід Марш, політолог з кафедри політичних наук і міжнародних досліджень (POLSIS), був призначений тимчасовим керівником нової кафедри соціології, при цьому культурні дослідження були вилучені з її назви. У 2003 році були створені додаткові посади в сфері соціології. Перед закриттям кафедра очолювала рейтинг Guardian із соціології, і навіть після її ліквідації університет продовжував займати високі позиції в цьому рейтингу.
Закриття центру в Бірмінгемському університеті в 2002 році призвело до втрати важливого академічного напрямку і спричинило хвилю критики на адресу університету. Кафедра була замінена новою соціологічною структурою, яка не включала в себе  культурні дослідження. Це мало довготривалі наслідки для репутації університету та розвитку академічних дисциплін, які до сьогоднішнього дня не мають аналогічного підходу в університеті.